# USS Richmond (1798)
Pour les autres navires du même nom, voir USS Richmond.
L’USS Richmond est un brick de 16 canons acheté pour l'US Navy en 1798 lors d'une souscription des citoyens de Richmond, Petersburg, Manchester et Norfolk en Virginie. Il est définitivement acquis par l'État grâce au Naval Act of 1798, et participe activement à la quasi-guerre avant d'être revendu aux enchères en 1801.

## Source
- (en) Cet article est partiellement ou en totalité issu de l’article de Wikipédia en anglais intitulé « USS Richmond (1798) » (voir la liste des auteurs).